# Stay Away
«Stay Away» es una canción de la banda de grunge Nirvana. Es la décima canción de su álbum de 1991 titulado Nevermind. La letra fue escrita por Kurt Cobain, y la música por Cobain, Krist Novoselic y Dave Grohl. La letra de la canción muestran un ataque de Cobain contra la conformidad. La línea gritada al final de la canción "God is gay" ("Dios es gay") proviene de una línea que Kurt colocaba en grafitis en edificios y camiones cuando era adolescente. El título original de la canción era «Pay to Play», haciendo referencia a las dificultades por las que las bandas jóvenes tenían que pasar para poder tocar (hasta tal punto de pagar dinero por tocar). A la discográfica no le pareció adecuado el título, teniendo que cambiarlo. «Pay to Play» aparece en With the Lights Out y en una compilación de rarezas de DGC Records (discográfica de Nirvana). La canción también muestra una percusión "destructiva" por Grohl, y un solo de batería al final.

## Personal
- Kurt Cobain: Voz y guitarra eléctrica.
- Krist Novoselic: Bajo eléctrico.
- Dave Grohl: Batería.